# A Fuga para o Egito (Giotto)
A Fuga para o Egito é uma obra do pintor italiano Giotto. Foi realizado ao afresco e pintado entre 1305 e 1306 (outras fontes dão as datas de 1303 e 1305). Encontra-se na Capela dos Scrovegni de Pádua. É uma representação do episódio da Fuga para o Egito, o último do ciclo da Natividade.
Giotto foi o primeiro pintor toscano que trabalhou na Itália do norte, em Rímini e Pádua. Uma das obras que executou em Pádua foi o ciclo de afrescos sobre a Vida da Virgem e de Cristo na Capela dos Scrovegni, obra fundamental para compreender a evolução da pintura europeia.
Esta é uma das cenas mais famosas do ciclo paduano. Representa a José, Maria e Jesus Menino fugindo para o Egito para evitar a perseguição de Herodes, que ordenara o massacre dos inocentes. Foram advertidos em sonhos por um anjo, o qual marca o caminho. Maria, montada num asno conduzido por José, leva o Menino segurado por um lenço; do grupo formam também parte uma figura novo, com a cabeça coroada de hedra, e com um cantil ao cinto, junto a José e outros três jovens pelo mesmo caminho da caravana. Possivelmente, a garota que acompanha Maria seja a figura com um vestido vermelho, imediatamente detrás do asno. A cena é descrita segundo aparece no evangelho apócrifo do Pseudo Mateus.
Em efeito, segundo tal evangelho apócrifo (17-18): 
| “ | Mas a véspera do dia em que isto ocorreu (a matança dos inocentes), José foi advertido em sonhos por um anjo do Senhor, que lhe disse: pega a Maria e a criança, e dirige-te para o Egito pelo caminho do deserto. E José partiu, seguindo as palavras do anjo. (…) Três rapazes faziam rota com José, e uma jovem com Maria | ” |

Evidencia-se neste afresco o afastamento de Giotto do estilo bizantino: às representações frontais opõe aqui posturas de costas ou de perfil; além disso, não representa as personagens num fundo dourado, senão em uma paisagem agreste e montanhosa, menos angulosa e realista. É um páramo grande e árido, palco deserto que resulta um contorno mais ameaçador para o casal que viaja com uma criança recém nascida; apenas algumas árvores dispersas rompem a monotonia desta paisagem lunar, árvores delgadas, com todas as suas folhas detalhadas. Longe do hieratismo bizantino está esta representação da natureza e da vida, segundo confirma a "preciosidade cromática das rochas arenosas e a sutilidade da luz e das sombras, de feitio denso, leve e aveludado". Adopta o ponto de fuga oblíquo, manifestando o seu domínio da técnica através de escorços como o do anjo. Nesta cena é afirmado o senso da percepção do espaço dominante na paisagem e nas personagens. Seu realismo aparece nos drapeados, que são leves, nos gestos e expressões das figuras, bem como na representação detalhista do cântaro recoberto de vime ou do vestido do Menino.